# Gymnastique du pied

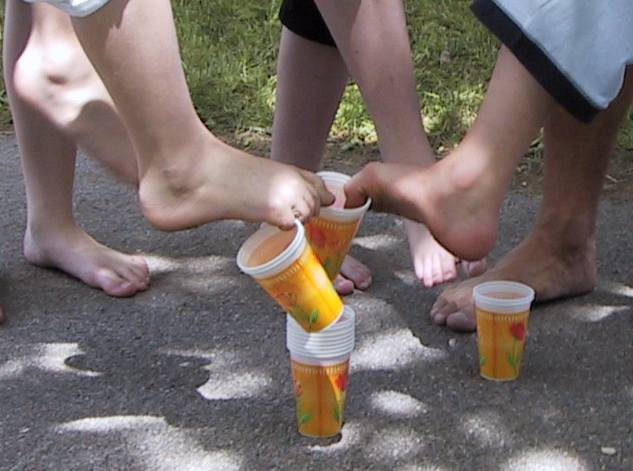
Pratique de gymnastique du pied.

La gymnastique du pied est une série de jeux et d'exercices consistant à entraîner et à endurcir les muscles des jambes et des pieds, activant la circulation sanguine et améliorant la santé des pieds, certains programmes comme la marche et le sport supporte la thérapie des varices et des douleurs vertébrales et dorsales. Certaines activités sont recommandées pour améliorer les pieds plats et spécialement ceux des enfants.